# Alternierende Matrix
Eine alternierende Matrix ist in der Mathematik eine quadratische Matrix, die schiefsymmetrisch ist und deren Hauptdiagonaleinträge alle gleich null sind. In einem Körper mit Charakteristik ungleich zwei folgt die zweite Bedingung aus der ersten, weshalb alternierende Matrizen häufig mit schiefsymmetrischen Matrizen gleichgesetzt werden. Alternierende Matrizen werden in der linearen Algebra zur Charakterisierung alternierender Bilinearformen verwendet. Die Determinante einer alternierenden Matrix gerader Größe kann mit Hilfe ihrer pfaffschen Determinante angegeben werden.

## Definition
Eine quadratische Matrix {\displaystyle A\in K^{n\times n}} mit Einträgen aus einem beliebigen Körper {\displaystyle K} heißt alternierend, wenn
{\displaystyle a_{ij}={-a_{ji}}}
für {\displaystyle i,j=1,\ldots ,n} und
{\displaystyle a_{ii}=0}
für {\displaystyle i=1,\ldots ,n} gilt. Eine alternierende Matrix ist demnach eine schiefsymmetrische Matrix, deren Hauptdiagonaleinträge alle gleich null sind. Ist die Charakteristik des Körpers ungleich zwei, dann folgt die zweite Bedingung aus der ersten, in einem Körper mit Charakteristik zwei gilt dies jedoch nicht.

## Beispiele
In den folgenden Beispielen sei {\displaystyle K={\mathbb {F} }_{2}} der endliche Körper der Restklassen modulo {\displaystyle 2}, wobei {\displaystyle 0} die Restklasse der geraden Zahlen, und {\displaystyle 1} die Restklasse der ungeraden Zahlen repräsentiere. In diesem Körper gilt {\displaystyle 1+1=0}, er hat also die Charakteristik {\displaystyle 2}. Die beiden alternierenden Matrizen der Größe {\displaystyle 2\times 2} mit Einträgen aus diesem Körper sind
{\displaystyle {\begin{pmatrix}0&0\\0&0\end{pmatrix}},{\begin{pmatrix}0&1\\1&0\end{pmatrix}}}
und die insgesamt acht alternierenden Matrizen der Größe {\displaystyle 3\times 3} sind
{\displaystyle {\begin{pmatrix}0&0&0\\0&0&0\\0&0&0\end{pmatrix}},{\begin{pmatrix}0&1&0\\1&0&0\\0&0&0\end{pmatrix}},{\begin{pmatrix}0&0&1\\0&0&0\\1&0&0\end{pmatrix}},{\begin{pmatrix}0&0&0\\0&0&1\\0&1&0\end{pmatrix}},{\begin{pmatrix}0&1&1\\1&0&0\\1&0&0\end{pmatrix}},{\begin{pmatrix}0&1&0\\1&0&1\\0&1&0\end{pmatrix}},{\begin{pmatrix}0&0&1\\0&0&1\\1&1&0\end{pmatrix}},{\begin{pmatrix}0&1&1\\1&0&1\\1&1&0\end{pmatrix}}}.
In diesem Körper sind die schiefsymmetrischen Matrizen gerade die symmetrischen Matrizen, die auch Einsen auf der Diagonale aufweisen dürfen.

## Eigenschaften

### Bilinearformen
Die Bilinearform {\displaystyle B_{A}(x,y)=x^{T}Ay} zu einer alternierenden Matrix {\displaystyle A\in K^{n\times n}} ist alternierend, das heißt,
{\displaystyle B_{A}(x,x)=0}
für alle {\displaystyle x\in K^{n}}. Umgekehrt ist in einem endlichdimensionalen Vektorraum {\displaystyle V} die Darstellungsmatrix
{\displaystyle A_{B}=(B(b_{i},b_{j}))}
einer alternierenden Bilinearform {\displaystyle B\colon V\times V\to K} bezüglich einer beliebigen Basis {\displaystyle \{b_{1},\ldots ,b_{n}\}} stets eine alternierende Matrix.

### Rang
Der Rang {\displaystyle r} einer alternierenden Matrix {\displaystyle A\in K^{n\times n}} ist stets gerade. Weiter existiert eine reguläre Matrix {\displaystyle P\in K^{n\times n}}, sodass nach Kongruenztransformation
{\displaystyle P^{T}AP={\begin{pmatrix}0&I&0\\-I&0&0\\0&0&0\end{pmatrix}}\in K^{n\times n}}
gilt, wobei {\displaystyle I} die Einheitsmatrix der Größe {\displaystyle {\tfrac {r}{2}}\times {\tfrac {r}{2}}} ist. Eine alternative Normaldarstellung ist
{\displaystyle P^{T}AP={\begin{pmatrix}T&0&0&0\\0&\ddots &0&0\\0&0&T&0\\0&0&0&0\end{pmatrix}}\in K^{n\times n}}
mit genau {\displaystyle {\tfrac {r}{2}}} Blöcken der Form {\displaystyle T={\tbinom {~\,0~~1}{-1~~0}}}.

### Determinante
Ist {\displaystyle n} gerade, dann kann die Determinante einer alternierenden Matrix {\displaystyle A\in K^{n\times n}} mit Hilfe der pfaffschen Determinante {\displaystyle \operatorname {Pf} (A)} durch
{\displaystyle \det A=\operatorname {Pf} (A)^{2}}
angegeben werden. Ist {\displaystyle n} ungerade, dann gilt stets
{\displaystyle \det A=0}.
Für weitere Eigenschaften alternierender Matrizen siehe Schiefsymmetrische Matrix#Eigenschaften.